# کیم زیمر
کیم زیمر (انگلیسی: Kim Zimmer؛ زادهٔ ۲ فوریهٔ ۱۹۵۵) هنرپیشه اهل ایالات متحده آمریکا است که از سال ۱۹۷۹ میلادی تاکنون مشغول فعالیت بوده‌است.
از فیلم‌هایی که در آن نقش داشته می‌توان به گرمای بدن اشاره کرد.